# یحیی کاشانی
یحیی کاشانی (خامه‌ای) (زاده: ۱۲۵۲ شمسی؛ درگذشته: ۱۹ اسفند ۱۳۰۸) از روزنامه‌نگاران پرکار دوران مشروطه است. او سردبیری و مدیریت روزنامه‌های حبل‌المتین (تهران)، مجلس، ایران امروز، شهاب ثاقب و ایران را به عهده‌داشت. وی از نوادگان فاضل احمد نراقی بود.

## زندگی
شیخ یحیی کاشانی (خامه‌ای) تحصیلات خود را در کاشان و اصفهان آغاز نموده سپس به نجف رفته، از آخوند خراسانی اجازه اجتهاد دریافت نمود. سپس به بیروت که در آن ایام دروازه اروپا انگاشته می‌شد مهاجرت کرد و در آنجا به تحصیل در رشته روزنامه‌نگاری پرداخت. او زبان فرانسه و علوم جدید را آموخته، از هواداران تأسیس مدارس جدید و علم‌آموزی غربی بود. مقالات و شب‌نامه‌های ضد حکومتی او که به‌ویژه علی‌اصغر اتابک صدراعظم مظفرالدین‌شاه را هدف گرفته‌بودند، عاقبت به دستگیری او و شناخته شدن ماهیت انجمن سری آزادی‌خواهان انجامید که او از گردانندگان اصلی آن بود یحیی پس از آن به اردبیل تبعید شد و علی‌رغم آن‌که اتابک دستور سربه‌نیست ساختن او را داده بود، با بهانه‌ها و عذرهای امام‌قلی میرزا حاکم اردبیل و ظهیرالسلطان نایب‌الحکومه این شهر زنده ماند انور خامه‌ای فرزند اوست.

## روزنامه‌نگاری
یحیی کاشانی در رمضان ۱۳۲۱ قمری در هنگام صدارت عین‌الدوله به تهران بازگشته، در کنار پیگیری اقدامات ضد استبدادی، به مقاله‌نویسی برای روزنامه حبل‌المتین کلکته و اداره امور مدرسه رشدیه پرداخت. در اوایل ۱۳۲۴ نیز مدرسه علمیه کاشان با کمک او و همچنین همراهی علی نراقی (از مدرسه آقا بزرگ) تأسیس شد. پس از آن تا هنگام به توپ بستن مجلس سردبیری روزنامه حبل‌المتین تهران را عهده‌دار بود. از اوایل سال ۱۳۲۶ سردبیری روزنامه مجلس را نیز عهده‌دار شد و پس از فتح تهران از شعبان ۱۳۲۷ دوره جدید این روزنامه را تا پایان انتشار آن در پنج سال بعد مدیریت و دبیری کرد. او در ۱۳۳۲ روزنامه ایران امروز را به مدت یک سال منتشر کرد. روزنامه هفتگی شهاب ثاقب با سرپرستی احمد مدیر نراقی هم نشریه دیگری بود که یحیی از محرم ۱۳۳۳ منتشر کرد و نگارشات آن تأثیر به‌سزایی در یورش قوای صولت بختیاری به کاشان برای از میان بردن نیروهای نایب حسین داشت.
شیخ یحیی در پایان جنگ جهانی اول ریاست هیئت تحریریه روزنامه ایران را هم به عهده گرفت و تا هنگام مرگ به قلم زنی مشغول بود. مدفن وی در ابن بابویه در کنار دوست و همفکرش میرزاده عشقی واقع است. 